# 廣田俊之
廣田 俊之（ひろたとしゆき、1983年12月19日 -）とは、元NIB長崎国際テレビ所属の男性アナウンサー。 
- 茨城県稲敷郡阿見町出身。
- 2006年東北大学卒業。学生時代は学友会サッカー部に所属。
- 2007年東京大学大学院中退。
- 2007年NIBに入社（同期は白方雄平）、2009年2月に異動。
- ニックネームは豆。（まめに働くという意味合いも込められている。）

## 長崎国際テレビでの担当番組
- NIBニュースD
- NIBストレイトニュース
- NIBニューススポット